# Цзинцзян
Цзинцзя́н (кит. упр. 靖江, пиньинь Jìngjiāng) — городской уезд городского округа Тайчжоу провинции Цзянсу (КНР).

## История
Изначально эти места входили в состав уезда Цзянъинь (江阴县). Во времена империи Мин в 1471 году они были выделены в отдельный уезд Цзинцзян (靖江县).
В январе 1950 года был создан Специальный район Тайчжоу (泰州专区), и уезд вошёл в его состав. В 1953 году была образована провинция Цзянсу; тогда же Специальный район Тайчжоу был переименован в Специальный район Янчжоу (扬州专区). В 1971 году Специальный район Янчжоу был переименован в Округ Янчжоу (扬州地区). В 1983 году округ Янчжоу был преобразован в городской округ Янчжоу.
В 1993 году уезд Цзинцзян был преобразован в городской уезд.
В 1996 году из городского округа Янчжоу был выделен городской округ Тайчжоу, и городской уезд Цзинцзян вошёл в его состав.

## Административное деление
Городской уезд делится на 1 уличный комитет и 8 посёлков.

## Экономика
С 1970-х годов в Цзинцзяне начали строить речные деревянные суда, в конце 1990-х годов приступили к массовому производству крупнотоннажных судов. К 2020 году Цзинцзян превратился в крупнейший частный центр судостроительной промышленности КНР. 
По состоянию на 2023 год на судостроительные компании уезда приходилось 11,9 % мировых судостроительных заказов. Судостроение составляло около 23 % валового регионального продукта Цзинцзяна, в этой сфере было занято более 60 тыс. человек, или почти 10 % местного населения. В Цзинцзяне работало 16 предприятий по строительству и ремонту судов, а также свыше 200 предприятий, которые занимались вспомогательным производством.
В Цзинцзяне базируется судостроительная компания Jiangsu Yangzijiang Shipbuilding Group, которая производит контейнеровозы, рудовозы, балкеры, нефтяные, газовые и химические танкеры. Другими крупнейшими судостроительными компаниями уезда являются New Times Shipbuilding, Sanfu Ship Engineering и Kouan Shipbuilding.